# Satrić
Satrić falu Horvátországban Split-Dalmácia megyében. Közigazgatásilag Hrvacéhez tartozik.

## Fekvése
Splittől légvonalban 31, közúton 48 km-re északra, Sinjtől 14 km-re, községközpontjától légvonalban 4, közúton 6 km-re északnyugatra, a Svilaja-hegység lábánál fekszik. Délnyugatról a Svilaja-hegység, északkeletről a Peruča-tó határolja. A településen határában halad át a Zágrábot Splittel összekötő 1-es számú főút.

## Története
A velencei seregek 1686-ban foglalták vissza a töröktől Sinj várát és vele együtt a mai Hrvace térségét. Ezt követően a velencei hatóságok irányításával és rámai ferences szerzetesek vezetésével Boszniából és Hercegovinából keresztény lakosság, mintegy ötezer ember, köztük több száz pravoszláv család érkezett erre a vidékre. A velencei-török háború után kialakult új hatalmi viszonyokat 1699-ben a karlócai béke szentesítette. Az 1714-ben kitört velencei-török háborúban átmenetileg újra török kézre került, de 1715-ben már újra velencei uralom alatt állt. 1718-ban a pozsareváci béke az új határt a Dinári-hegységnél húzta meg, így e térség velencei kézen maradt. A 17. század végétől a potravljei plébániához tartozott, melynek szolgálatát a živogošćei kolostorból látták el, mely egészen 1968-ig a plébánia patronáló kolostora maradt. 1797-ben a Velencei Köztársaság megszűnésével a település a Habsburg Birodalom része lett. 1806-ban Napóleon csapatai foglalták el és 1813-ig francia uralom alatt állt. Napóleon bukása után ismét Habsburg uralom következett, mely az első világháború végéig tartott. 1857-ben 411, 1910-ben 594 lakosa volt. Az I. világháború után rövid ideig az Olasz Királyság, ezután a Szerb-Horvát-Szlovén Királyság, majd Jugoszlávia része lett. A háború után a település a szocialista Jugoszlávia része lett. Az 1950-es években a határának egy részét a Peruča-tó vizével árasztották el. 1991-től a független Horvátországhoz tartozik. Ez évben csaknem teljes lakossága horvát nemzetiségű volt. A délszláv háború idején 1991 szeptemberében foglalták el a szerb erők. A házak 90 százalékát és a templomot a szerbek felégették, a lakosság elmenekült. A horvát hadsereg a „Peruča” fedőnevű katonai akció során 1993 januárjában szabadította fel a települést. A krajinai szerb határ közelében levő falu lakossága azonban csak az 1995 augusztusában végrehajtott „Vihar” hadműveletet követően lélegezhetett fel végleg. Lakossága 2011-ben 456 fő volt, akik potravljei plébániához tartoznak.

## Lakosság
| Lakosság változása | Lakosság változása | Lakosság változása | Lakosság változása | Lakosság változása | Lakosság változása | Lakosság változása | Lakosság változása | Lakosság változása | Lakosság változása | Lakosság változása | Lakosság változása | Lakosság változása | Lakosság változása | Lakosság változása | Lakosság változása |
| ------------------ | ------------------ | ------------------ | ------------------ | ------------------ | ------------------ | ------------------ | ------------------ | ------------------ | ------------------ | ------------------ | ------------------ | ------------------ | ------------------ | ------------------ | ------------------ |
| 1857               | 1869               | 1880               | 1890               | 1900               | 1910               | 1921               | 1931               | 1948               | 1953               | 1961               | 1971               | 1981               | 1991               | 2001               | 2011               |
| 411                | 787                | 631                | 507                | 537                | 594                | 462                | 667                | 840                | 841                | 696                | 771                | 569                | 622                | 513                | 456                |

(1869-ben a ma Sinjhez tartozó Zelovo lakosságát is ide számították.)

## Nevezetességei
Jézus Szent Neve tiszteletére szentelt római katolikus temploma 1939-ben épült. Homlokzatán kör alakú ablakocska és egy felirat található, mely az építés idejét és az építők neveit rögzíti. A templomnak nincsen harangtornya, ezért harangja egy beton talapzaton felállított vas tartószerkezeten függ. A templomhajó 8 méter hosszú és 7 méter széles, az apszis hosszúsága 3,60 méter, szélessége 4,30 méter. A hajó falán három, a sekrestyén két ablak van elhelyezve. Az apszisban álló oltár kőből és márványból készült, oltárképe a gyermek Jézust ábrázolja. A diadalív mellett Jézus Szíve és Mária Szíve szobrai találhatók. Az épületet 1991-ben a szerb erők felgyújtották és teljesen kiégett, szobrait szétverték. A háborút követően teljesen újjáépítették.

## Kultúra és sport
- A településen hagyományőrző kulturális egyesület működik, mely kitűnően megrendezett fesztiváljairól nevezetes.
- Sportegyesülete a "Sinjal" bowlingklub.